# Dysdera arabiafelix
Dysdera arabiafelix là một loài nhện trong họ Dysderidae.
Loài này thuộc chi Dysdera. Dysdera arabiafelix được miêu tả năm 2006 bởi Gasparo & van Harten.